# Jonathan Guzmán (cyclisme)
Pour les articles homonymes, voir Guzmán.
Guzmán  Ormeño est un nom espagnol. Le premier nom de famille, en général paternel, est Guzmán ; le second, en général maternel, souvent omis, est Ormeño.
Jonathan Andrés Guzmán Ormeño, né le 2 février 1990, est un coureur cycliste chilien. Il est notamment devenu champion du Chili du contre-la-montre en 2014.

## Palmarès
- 2010
  - 3e du championnat du Chili du contre-la-montre espoirs
- 2012
  -  Champion du Chili sur route espoirs
  -  Champion du Chili du contre-la-montre espoirs
  - Tour de San Rafael :
    - Classement Général
    - 1re et 3e étapes

  - 3e de la Clásica Internacional Ciudad Heroica de Tacna
- 2013
  - 3e de la Vuelta Provincia de Talagante
- 2014
  -  Champion du Chili du contre-la-montre
- 2017
  - 2e du championnat du Chili du contre-la-montre

## Classements mondiaux
| Année            | 2015 | 2016 | 2017 |
| ---------------- | ---- | ---- | ---- |
| UCI America Tour | 356e |      | 173e |